# Plegamiento de Rossmann

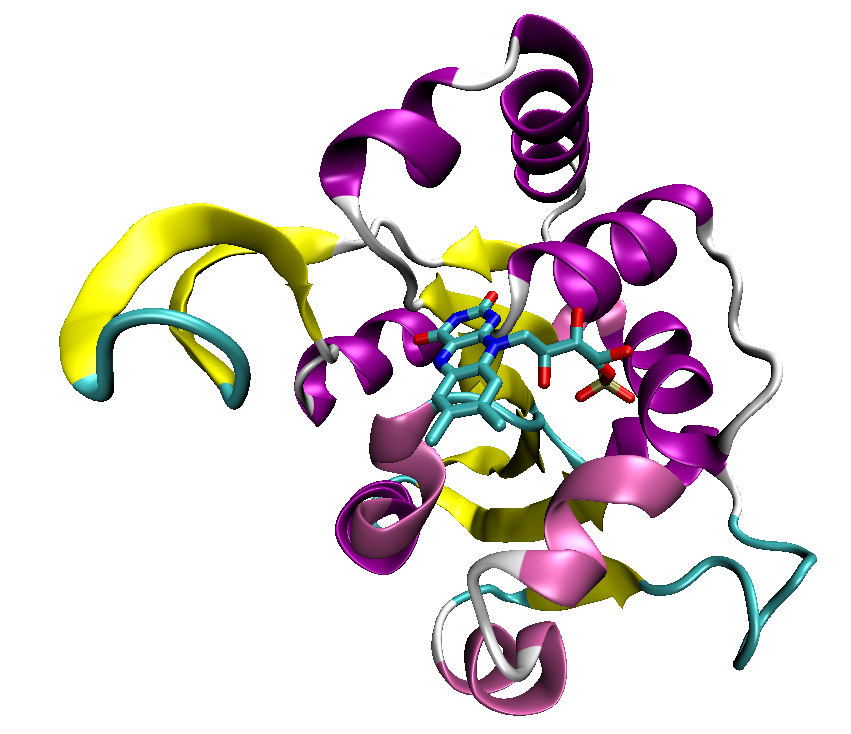
Ejemplo de un plegamiento de Rossmann, un dominio estructural de una proteína decarboxilasa de la bacteria Staphylococcus epidermidis (PDB ID 1G5Q) unida al cofactor flavín mononucleótido.

El plegamiento de Rossmann es un motivo estructural de proteínas de unión a nucleótidos, particularmente al cofactor NAD. La estructura está compuesta por tres o más láminas beta paralelas unidas por dos hélices alfa en el orden topológico: beta-alfa-beta-alfa-beta. Debido a que cada plegamiento de Rossmann a veces puede unirse a un nucleótido, los dominios de unión a dinucleótidos como NAD+ constan de dos plegamientos de Rossmann emparejados que se unen cada uno a un nucleótido o una fracción de la molécula del cofactor. Los plegamientos de Rossmann únicos pueden unirse a mononucleótidos como el cofactor FMN.
El motivo lleva su nombre en honor a Michael Rossmann quien fue el primero en señalar que este era un motivo frecuente en las proteínas de unión a nucleótido.
Un estudio moderno del grupo ENIGMA de la Universidad Rutgers (Nueva Jersey) sostiene que este proceso y el movimiento de electrones provocado por el hierro de la ferredoxina fueron fundamentales para el desarrollo del metabolismo de la vida en la tierra o abiogénesis.